# Team Gerolsteiner
Team Gerolsteiner (Kod UCI: GST) – niemiecka zawodowa grupa kolarska istniejąca w latach 1998–2008. Głównym sponsorem był producent wody mineralnej Gerolsteiner Brunnen oraz wytwórnia rowerów Specialized.

## Historia
Zespół został założony w 1998. Menadżerem zespołu został Hans-Michael Holczer, a dyrektorami sportowym Rolf Gölz i Christian Henn. Dzięki kontraktowi z Georgiem Tostchnigiem (w 2001) zespół zdołał awansować do I dywizji. W 2003 po raz pierwszy drużyna wystartowała w Tour de France.